# 鴨沢祐仁
鴨沢 祐仁（かもさわ ゆうじ、1952年1月7日 - 2008年1月12日頃、本名：鴨澤祐仁）は、日本の漫画家、イラストレーター。岩手県北上市出身。岩手大学教育学部特設美術科中退。
別ペンネームに鴨沢ユージ、鴨沢祐二、カモノハシ悠次郎があり、“祐”の表記がころもへんにみぎのため、鴨沢“裕仁”と誤記されることも多い。一時期「かもざわゆうじ」と称していたこともある。鴨沢佑二という表記も見られるが、本人があえて使っていたのか、誤記なのか不明。雅号としては鴨葱堂も使用している。

## 経歴など
1971年『黒の手帖』誌上にて、「珍奇版 愛の絵本」でイラストデビュー。1975年マンガ雑誌『ガロ』4月号にて『クシー君の発明』でマンガ家デビュー。
ファンシー菓子メーカー・ハニーや文具メーカー・トンボ鉛筆のグラフィックデザイナーを経てフリーランスに。以来、「物質の将来」をテーマに、少年クシー君と兎のレプス君が登場する形而上学的コミックシリーズを中心に、マイペースで創作を続けていた。
家電メーカー、コンビニセイコーマート、遊園地富士急ハイランドなどの広告や新井正人、鈴木慶一、種ともこ、KUWATA BANDの音楽CDのジャケット等で活躍。1990年代には中学英語教科書「NEW HORIZON」の表紙イラストを担当。
1999年より（株）トーイズより、鴨沢作品の大ファンである北原照久のプロデュースで「XIE'S」としてキャラクターグッズを展開。2001年「銀河系いわて大使」に就任。 
2008年1月12日頃、東京都稲城市の自宅にて急逝。享年56。遺体は1月18日に発見された。
精緻な絵柄のせいか遅筆な作家として有名。マンガ雑誌より広告・雑誌等のイラストの仕事の印象が強い。晩年はアルコール使用障害を患い、さらに仕事量が減っていたが、その日常を赤裸々にブログ『鴨沢祐仁の「鴨の水掻き」』に記述していた。
カルトマンガ雑誌『ガロ』やサブカルチャー雑誌『ビックリハウス』の表紙がよく知られており、遺した作品数は少ないが、1980年代を代表するイラストレーターである。

## 作品リスト
- クシー君の発明
- クシー君の夜の散歩
- 三日月国のレプス君
- クシー君のピカビアな夜
- かわいいシッポのペロ君
- お父さんのクリスマスツリー
- 絵本『All About You あなたのこと きかせて』
- ズボン船長さんの話（挿絵／角野栄子作）
- 絵本魔女からの手紙（参加／角野栄子作）
- 星兎（挿絵／寮美千子作）
- 死体が私を追いかける（表紙イラスト／辻真先作）